# Gedler (Familie)
In vier Generationen wurde in der Füssener Familie der Gedler im 18. Jahrhundert und zu Beginn des 19. Jahrhunderts das Geigenmacher-Handwerk ausgeübt.

## Genealogie
I. Generation
Norbert Gedler * 25. Mai 1692 in Füssen – † 8. Februar 1729 in Würzburg
verheiratet mit:
1. 1716 Klara Weiß
2. 1728 Anna Regina Hufnagel

II. Generation
Johann Anton Gedler * 2. Dezember 1725 in Würzburg – † 21. Februar 1790 in Füssen
verheiratet mit:
1. 1752 Katharina Prinz
2. 1763 Maria Barbara Niggl
3. 1764 Maria Anna Lemmbach

III. Generation
Joseph Benedikt Gedler * 22. März 1755 in Füssen – † 27. März 1830 in Füssen
verheiratet mit:
1. 1783 Theresia Ahorn
2. 1789 Monika Schmid
3. 1815 Kreszentia Berchtold

IV. Generation
Joseph Anton Gedler * 10. August 1784 in Füssen – † ? in Linz

## Norbert Gedler
Norbert Gedler (* 25. Mai 1692 in Füssen – † 8. Februar 1729 in Würzburg) wurde als Sohn des Zimmermanns Matthias Gedler und seiner Frau Eva, geborene Hollmayr, in Füssen geboren, wo er auch das Geigenmacherhandwerk erlernte. 1716 heiratete er die Füssener Kaufmannstochter Klara Weiß. Als 30-Jähriger zog Norbert Gedler nach Würzburg, um dort die vakante Stelle eines Hofgeigenmachers einzunehmen. Wirtschaftliche Not, Krankheit und Tod wurden der Familie Gedler innerhalb von wenigen Jahren zum Verhängnis. 1727 starb seine Frau Clara, ein halbes Jahr danach verheiratete sich Norbert Gedler mit Anna Regina Hufnagel. Doch knapp ein Jahr später starb Norbert Gedler. Innerhalb von vier Jahren ließ der Tod von einer neunköpfigen Familie nur zwei überleben: die zweite Frau und der Sohn aus erster Ehe Johann Anton. Dieser ging dann nach Füssen zurück. Die Stiefmutter Anna Regina verheiratete sich im darauffolgenden Jahr mit dem Füssener Geigenmacher Johann Georg Fischer, der die Tradition des Füssener Geigenbaues am Würzburger Hof weiterführte.

## Johann Anton Gedler
Das Schicksal traf den Buben Johann Anton Gedler (* 2. Dezember 1725 in Würzburg – † 21. Februar 1790 in Füssen) hart. Im Alter von zwei Jahren starb seine Mutter Clara Gedler, geborene Weiß aus Füssen, und nach 1½ Jahren riss der Tod ihm auch seinen Vater, den Hofgeigenmacher Norbert Gedler weg. Und er kam zu seinem Vetter, dem Geigenmacher Simpert Niggel, nach Füssen in die Pflege und später erlernte er bei ihm auch das Geigenmacherhandwerk.
Eine ganz besondere Spezialität von Johann Anton Gedler waren die „Wellengeigen“, die ihn berühmt machten. So besaß Ludwig van Beethoven eine „Wellenbratsche“ von Johann Anton Gedler, die im Beethoven-Haus in Bonn zu sehen ist.

## Joseph Benedikt Gedler
Im März 1755 wurde einer der letzten bedeutenden Füssener Geigenmacher, Joseph Benedikt Gedler (* 22. März 1755 in Füssen – † 27. März 1830 in Füssen), als Sohn des Geigenmachers Johann Anton und seiner Frau Maria Katharina Gedler in Füssen geboren.
Vermutlich ging Joseph Benedikt bei seinem Vater in die Lehre.
Wie seine Geigenmacherkollegen und die Handwerker in der Stadt überhaupt hatte er in den Jahren der Napoleonischen Kriege große Schwierigkeiten, mit seinem Handwerk den Lebensunterhalt für seine Familie zu verdienen. Existentiellen Rückhalt bot da seine kleine Selbstversorger-Landwirtschaft.
Joseph Benedikt Gedler galt als ausgezeichneter Geigenmacher. Sein Tod wird in der Stadtchronik von 1861 als eines von zwei erwähnten Ereignissen des Jahres 1830 überhaupt vermeldet: Am 27. März dieses Jahres starb auch J.B. Gedler, der letzte der berühmten Füssener Lautenmacher.
Die Witwe Kreszentia Gedler gab daraufhin die Gewerbskonzession für sein Geigenmacherhandwerk zurück.

## Joseph Anton Gedler
Dem Ehepaar Joseph Benedikt und Theresia Gedler wurde am 10. August 1784 der Sohn Joseph Anton (* 10. August 1784 in Füssen – ?) geboren.
Joseph Anton, in den späteren Akten auch als Joseph Benedikt genannt, hat auch das väterliche Handwerk erlernt. Bereits in den Listen der ledigen Bürgersöhne von 1803 wird er als 19-Jähriger als abwesender Geigenmacher in Linz gemeldet. Und im Familienbeschrieb von 1829 ist er mit abwesend, unwissend wo eingetragen. Danach verlaufen sich die Nachrichten über ihn.